# محمد گیلانی
محمد گیلانی بازیگر سینما اهل ایران است که بین سال‌های ۱۳۵۱ تا ۱۳۷۵ فعالیت می‌کرد.

## بخشی از فیلمشناسی
از فیلم‌ها یا برنامه‌های تلویزیونی که وی در آن نقش داشته‌است می‌توان به آثار زیر اشاره کرد.
- جوانمرد (۱۳۷۵)
- روز واقعه (۱۳۷۳)
- حماسه مجنون (۱۳۷۱)
- حمله خرچنگ‌ها (۱۳۷۱)
- عملیات کرکوک (۱۳۷۰)
- آخرین مهلت (۱۳۶۸)
- جستجوگر (۱۳۶۸)
- آفتاب‌نشین‌ها (۱۳۶۰)
- سرباز اسلام (۱۳۵۹)
- در شهر خبری نیست (۱۳۵۶)
- هزار بار مردن (۱۳۵۶)
- سیاه‌بخت (۱۳۵۵)
- دو آقای با شخصیت (۱۳۵۴)
- مرد ناآرام (۱۳۵۴)
- مشکی (۱۳۵۴)
- آقا رضای گل (۱۳۵۳)
- دکتر و رقاصه (۱۳۵۳)
- قفس (۱۳۵۳)
- گل پری جون (۱۳۵۳)
- ماشین مشتی ممدلی (۱۳۵۳)
- نبرد عقاب‌ها (۱۳۵۳)
- شرور (۱۳۵۲)
- گریز از مرگ (۱۳۵۲)
- هفت دلاور (۱۳۵۲)
- شیربها (۱۳۵۱)